# 杀死比尔
是昆汀·塔倫提諾自編自導的第4部電影，原先構想是拍成1部，但在最後快上映時被拆分成2部：第1集（2003年秋）、第2集（2004年春），原因是整部片長約4小時之久，第三集則預定於2014上映，但後來塔倫提諾證實並不會推出第三集。
《追殺比爾》首部作品融合港式武打、日本武士道與義大利式西部片的風格，以血腥暴力的方式呈現，是昆丁“暴力美学”的代表作。

## 劇情
「新娘」（鄔瑪·舒曼 飾）原是殺手組織「毒蛇」的成員，之後懷了組織首領比爾的孩子。為了給孩子一個正常的生活環境，決定退出組織與普通人結婚，卻因此在婚禮上遭到集團的追殺，然而新娘中槍重傷未死，但其丈夫及親友無一倖免，更因此失去了腹中胎兒。在重傷復原後，她決定展開一連串的報復行動，向當初參與婚禮屠殺的成員與集團首腦展開追殺。

## 演員
| 演員                        | 角色                                                        | 備註                                                                                          |
| 鄔瑪·舒曼 Uma Thurman       | 碧翠絲·奇多／新娘(代號: 黑曼巴蛇) Beatrix Kiddo / The Bride | 原是職業殺手集團「毒蛇」的成員。 四年前親眼目睹丈夫與朋友被殺害後決定向從前的成員們一一報復。 |
| 劉玉玲 Lucy Liu             | 石井御蓮 (代號: 食魚蝮) O-Ren Ishii                         | 原是職業殺手集團「毒蛇」的成員，後為日本極道的女首領。是一名中日美混血兒。                    |
| 大衛·卡拉定 David Carradine | 比爾 (代號:弄蛇者) Bill                                     | 職業殺手集團「毒蛇」的首腦，亦是「新娘」的舊情人。                                            |
| 薇薇卡·福克斯               | 薇妮塔・葛林 (代號:銅頭蝮) Vernita Green                    | 原是職業殺手集團「毒蛇」的成員，四年後，成為一名家庭主婦，並改名為吉恩·貝爾（Jeannie Bell）。 |
| 麥可·麥德森 Michael Madsen  | 巴德 (代號:響尾蛇) Budd                                     | 原是職業殺手集團「毒蛇」的成員。現職為保鏢，比爾的弟弟。                                      |
| 戴露·漢娜 Daryl Hannah      | 艾勒·崔佛 (代號:加州山毒蛇) Elle Driver                     | 原是職業殺手集團「毒蛇」的成員。                                                              |
| 茱麗·德雷福斯 Julie Dreyfus | 蘇菲·法塔萊 Sofie Fatale                                    | 御蓮的律師、好友和副手，曾是比爾的手下。 是一名中法混血兒。                                   |
| 千葉真一                    | 服部半藏 Hattori Hanzō                                      | 是一位已隱退的鑄刀大師。現與徒弟在沖繩經營一間壽司店，為「新娘」做了一把日本刀。              |
| 栗山千明                    | GOGO夕張 Gogo Yubari                                        | 御蓮的保鏢。是一名高中生女殺手。                                                              |
| 劉家輝                      | 強尼莫 Johnny Mo                                            | 御蓮率領的「瘋狂88」幫派頭目。                                                                |
| 麥可·帕克斯 Michael Parks   | 厄尔·麦格劳 Earl McGraw                                     | 是一名調查"婚禮教堂大屠殺"的德州騎警。 註:該角色原著於電影惡夜追殺令                          |
| 麥可·波溫 Michael Bowen     | 巴克 Buck                                                   | 在「新娘」留醫的醫院擔任護理師。                                                              |
| 國村隼                      | 田中組長 Boss Tanaka                                        | 日本黑幫幫派領袖，因在會議上公然地嘲諷御蓮的血統和性別，導致被其殺害。                        |
| 大葉健二                    | 士郎 Shiro                                                  | 與半藏在在沖繩經營一間壽司店。                                                                |

## 評價
- 此片獲得正面的評價。影評網站爛番茄根據218個专业影評給予85%的支持率。
- 《芝加哥太陽報》知名影評人羅傑·埃伯特給予四顆星（滿分四顆星）的評價，並稱讚導演輕鬆而卓越的技巧[2]。

## 主要工作人員
- 導演、編劇：昆汀·塔倫提諾
- 製片：昆汀·塔倫提諾、勞倫斯·班德
- 動畫人物設定：石井克人、田島昭宇
- 動畫美術監督：西田稔
- 美術指導：種田陽平、大衛·瓦斯柯、曹久平
- 武術指導：袁和平
- 日本刀指導：千葉真一
- 殺陣指導、編舞：島口哲朗
- 音樂：RZA、勞勃·羅德里蓋茲
- 音樂顧問：法蘭基·派恩
- 燈光：（僅日本篇）中須岳士

## 奖项及提名
| 頒獎典禮               | 獎項                                                             | 入圍者                | 結果 |
| ---------------------- | ---------------------------------------------------------------- | --------------------- | ---- |
| 第57届英国电影学院奖   |                                                                  |                       |      |
| 最佳女主角             | 鄔瑪·舒曼                                                        | 提名                  |      |
| 最佳剪輯               | 莎莉·曼克                                                        | 提名                  |      |
| 最佳電影音樂           | RZA                                                              | 提名                  |      |
| 最佳音響               | 邁克爾·明克勒, 邁倫·奈廷佳, 懷利・史代文, 和 馬克·烏拉諾         | 提名                  |      |
| 最佳視覺效果獎         | Tommy Tom, Kia Kwan, Tam Wai, Kit Leung, Jaco Wong, 和 Hin Leung | 提名                  |      |
| 第9屆帝國獎            |                                                                  |                       |      |
| 最佳電影               | 《追殺比爾》                                                     | 提名                  |      |
| 最佳女主角             | 鄔瑪·舒曼                                                        | 獲獎                  |      |
| 最佳導演               | 昆汀·塔倫提諾                                                    | 獲獎                  |      |
| 年度最佳片段           | 青葉屋                                                           | 提名                  |      |
| 第61屆金球獎           | 最佳女主角 – 戲劇類電影                                          | 鄔瑪·舒曼             | 提名 |
| 2004年MTV電影大獎      | 最佳電影演員                                                     | 鄔瑪·舒曼             | 獲獎 |
| 2004年MTV電影大獎      | 最佳反派                                                         | 劉玉玲                | 獲獎 |
| 2004年MTV電影大獎      | 最佳打鬥                                                         | 鄔瑪·舒曼 對 栗山千明 | 獲獎 |
| 第8屆金衛星獎          |                                                                  |                       |      |
| 最佳藝術指導和生產設計 | 《追殺比爾》                                                     | 提名                  |      |
| 最佳原創劇本           | 昆汀·塔倫提諾 和 鄔瑪·舒曼                                       | 提名                  |      |
| 最佳音效               | 《追殺比爾》                                                     | 提名                  |      |
| 最佳視覺效果           | 《追殺比爾》                                                     | 提名                  |      |
| 第45屆土星獎           |                                                                  |                       |      |
| 最佳動作或歷險電影     | 《追殺比爾》                                                     | 獲獎                  |      |
| 最佳女主角             | 《追殺比爾》                                                     | 獲獎                  |      |
| 最佳男配角             | 千葉真一                                                         | 提名                  |      |
| 最佳女配角             | 劉玉玲                                                           | 提名                  |      |
| 最佳導演               | 昆汀·塔倫提諾                                                    | 提名                  |      |
| 最佳劇本               | 昆汀·塔倫提諾                                                    | 提名                  |      |
| 电影未来面孔奖         | 栗山千明                                                         | 提名                  |      |

## 影響
韓國女子組合Brown Eyed Girls以此電影作為其第五張正規專輯的創作概念，並於2013年7月28日在韓國音樂節目以主打曲《Kill Bill》回歸。